# リシャール・ヴィランク

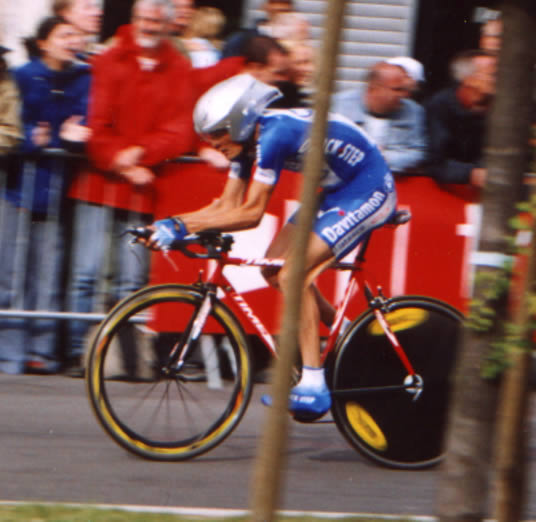
リシャール・ヴィランク

リシャール・ヴィランク（Richard Virenque、1969年11月19日- ）は、モロッコ・カサブランカ出身で、フランス国籍の元自転車競技選手。2004年に現役を引退。
ツール・ド・フランスにおいて、同レース史上最多の7度の山岳賞を獲得した一方で、後述するドーピングスキャンダルの影響もあり、その評価が分かれる選手でもある。ただフランス国内では極めて高い知名度を持っており、引退レースにはF1で4度のチャンピオンに輝いたアラン・プロストら、多くの著名人が駆けつけた。

## 経歴

### ツール・ド・フランス史上に残る山岳王
1992年にツール・ド・フランス初出場。第2ステージでマイヨ・ジョーヌを奪取。1993年にR.M.Oからフェスティナへ移籍。1994年のツールでは、アルプス越え区間の第15ステージを勝利。山岳賞部門において、マルコ・パンターニに149ポイントの差をつけ、初の受賞。総合5位に食い込む。1995年のツールでは、クラウディオ・キアプッチ以下を圧倒して2度目の山岳賞。総合9位となった。
しかし、ここまでのツールといえば、ミゲル・インドゥラインの連覇時代。山岳コースでは率先してアタックをかけるヴィランクだったが、反面、インドゥラインのペースメーカー的な存在に利用されていた側面もあった。
しかし1996年のツールでは、インドゥラインに往時の走りが見られなかったことが起因となり、総合優勝争いが大混戦となった。この年は第7ステージから第18ステージまで、延々と山岳コースが設けられたことも手伝い、ヴィランクにとってみれば、山岳賞はもちろん、総合優勝も期待されたが、デンマークのビャルヌ・リース、ドイツのヤン・ウルリッヒという、ドイツテレコム勢にうまくレースをコントロールされ、終盤に総合3位に浮上するのが精一杯だった。しかし、山岳賞部門では、リースらを抑えて、3年連続の受賞を果たした。
1997年のツールでは、若きドイツテレコムのエースであるウルリッヒの才能溢れる走りに圧倒され、逆に得意の山岳コースで次第にウルリッヒに引き離されていった。それでも、総合2位を確保し、4年連続の山岳賞を手中にした。

### ドーピングスキャンダル
1998年のツール期間中に後に「フェスティナ事件」と称されるドーピングスキャンダルが発覚した。第6ステージ終了後にヴィランクはもとよりフェスティナチーム自体が主催者より失格処分が下された。
この事件の捜査中、他のチームメイトがチーム主導による組織的なドーピングの事実を認めて半年間等の出場停止処分を受ける中、ヴィランクは一貫して潔白を主張し続けた。
1999年、イタリアのポルティに移籍。この年のツールでは、区間優勝こそなかったものの、5度目の山岳賞を獲得。総合でも8位に入った。
その後、2000年10月、この事件の裁判の中で正式にドーピングを認めた。9ヶ月間の出場停止処分を受け、2001年のツールには出場していない。

### 「世代交代」の流れを変え、偉業達成
だが、2000年のツール・山岳賞部門では、サンティアゴ・ボテーロの3位に甘んじ、ドモ・ファルム時代(2001年は出場停止のため不参加)となる、2002年のツールでも、山岳賞はローラン・ジャラベールに奪われてしまった。もっとも、2002年のツールでは、モン・ヴァントゥの区間を制している。
2003年、クイックステップに移籍。この年のツールでは、第7ステージを制し、総合首位にも立った。しかし続くラルプ・デュエズがゴールの第8ステージにおいて、区間優勝のイバン・マヨに遅れること9分29秒差の35位と大敗し、マイヨ・ジョーヌは総合5連覇を狙うランス・アームストロングへと移動した。しかし、4年ぶりに山岳賞を獲得し、ついにフェデリコ・バーモンテス、ルシアン・バンインプとタイ記録となる6度目の受賞となった。
そして2004年のツールでは、総合6連覇を達成したアームストロングに94ポイント差をつけ、ついに史上最多の7度目の山岳賞を獲得した。そしてこの記録を手土産とするかのように、同年8月開催のアテネオリンピック・個人ロードレース出場（48位）を経て、同年9月、引退を表明した。
主として、ツール・ド・フランスにおけるクライマーとして見られがちなヴィランク。実際のところ、ツール以外のグランツール出場実績は1999年のジロ・デ・イタリア（総合14位）しかなく、まさに選手生活の全てを、ツール・ド・フランス一本に注いだ選手ともいえる。ツール以外の主要レース実績としては、2001年のパリ〜ツールを優勝した他、ドーフィネ・リベレにおいて、4回の区間優勝記録がある。また1994年の世界自転車選手権個人ロードでは3位に入っている。